# Eremippus sayramensis
Eremippus sayramensis är en insektsart som beskrevs av Liu, Jupeng 1997. Eremippus sayramensis ingår i släktet Eremippus och familjen gräshoppor. Inga underarter finns listade i Catalogue of Life.